# Anthony Begina
Anthony N.V. Begina (1954) is een Curaçaos politicus namens de PAR. Van 1 juni 2017 tot 2021 was hij gevolmachtigd minister van Curaçao in Den Haag. Daarvoor was hij sinds 19 mei 2016 plaatsvervangend gevolmachtigd minister.
Begina deed een hbo-opleiding in management en behaalde een MBA. Hij was werkzaam voor zowel de Antilliaanse als de Nederlandse overheid. Van 1984 tot 1989 was hij voorzitter van de Stichting Landelijk Inspraak Orgaan Antillianen. Van 2001 tot 2003 was hij voorzitter van de Vereniging Antilliaans Netwerk. Voordat Begina in 2016 plaatsvervangend gevolmachtigd minister van Curaçao werd, was hij werkzaam als zelfstandig consultant.